# Zelena žaba
Zelena žaba (znanstveno ime Pelophylax kl. esculentus, prej Rana kl. esculenta) je pogosta evropska žaba. Gre za križanca med pisano žabo (Pelophylax lessonae) in debeloglavko (Pelophylax ridibundus), kar označuje tudi okrajšava »kl.« (za klepton ali sinklepton) v imenu vrste. V času poledenitev se je populacija obeh vrst razcepila. Novi populaciji sta nato divergirali, vendar pa sta si ostali zadosti sorodni, da imata plodne potomce. Potomci zelenih žab so pogosto deformirani, tako da čiste populacije zelenih žab ne obstajajo.

## Značilnosti
Zelena žaba ima čokato telo, močno zaobljen gobec, vodoravne zenice in na hrbtu dve vrsti dobro vidnih žlez. Samec ima dva zvočna mehurja. Plavalna mrežica ne sega dlje kot do polovice prstov na nogi. Hrbet je živozelene do rjave barve, pri samcu je spodnja stran rumena. Samica zelene žabe je dolga med 5 in 9 cm, samec med 6 in 11 cm. Zelene žabe živijo 6 do 10 let.

## Življenjski prostor
Zelena žaba živi po vsej Evropi, z izjemo juga Španije, Italije in Balkana. Živi v obrežnem pasu jezer, ribnikov in mlak in v počasi tekočih rekah z bogatim rastlinjem. Pogosto se sonči na obrežju ali na listih vodnih rastlin. Ko se začne zima, se zakoplje v zemljo na dnu mlake ali reke, kjer negibna počiva vse do pomladi. Nima stalne temperature. Njena temperatura je odvisna od temperature okolja.

## Razmnoževanje
Hibridne populacije se širijo s parjenjem samic zelenih žab z eno od starševskih vrst. Samci zelenih žab nimajo potomcev. Parjenje poteka 15 dni v mesecih med februarjem in aprilom. Samica izleže med 1500 in 4000 jajčec. Paglavci se v ugodnem okolju izležejo po dveh do treh tednih in se razvijajo dva do tri mesece. Spolno zrelost dosežejo po treh letih.

## Prehranjevanje
Zelena žaba se prehranjuje z žuželkami, največkrat z muhami, prehranjuje pa se še z ribjimi mladički.

## Posebnosti
Zeleno žabo med vsemi žabami največ uporabljajo v prehrani, in sicer žabje krake. Ima veliko naravnih sovražnikov: ščuke, belouške in štorklje.